# Acacia grasbyi
Acacia grasbyi là một loài thực vật có hoa trong họ Đậu. Loài này được Maiden miêu tả khoa học đầu tiên.